# Колін Ґрей
Колін Ґрей (при народженні — Доріс Берніс Дженсен; нар. 23 жовтня 1922, Стейплгерст, Небраска — пом. 3 серпня 2015, Лос-Анджелес, Каліфорнія ) — американська актриса кіно та телебачення.
Вона була випускницею акторського факультету Гемлінського університету. У 1944 році підписала контракт з лейблом 20th Century Fox. Свої найважливіші акторські ролі вона створила на межі 1940-х і 1950-х років. У 1947 році вона знялася у двох класичних фільмах нуар: «Алея кошмарів» режисера Едмунда Ґулдінґа та «Поцілунок смерті» Генрі Гатавея. Через рік вона знялася разом з Джоном Вейном і Монтгомері Кліфтом у вестерні Червона річка Говарда Гоукса. Ще одним відомим фільмом, у якому вона знялася, стала картина нуар «Вбивство» (1956; реж. Стенлі Кубрик). Вона часто з'являлася в телесеріалах; це, серед інших: «Альфред Гічкок представляє», «Бонанза», «Кінь, що розмовляє», «Доктор Кілдер», «Дні нашого життя», «Адам-12», «Оповідки з темної сторони».
3 серпня 2015 року вона померла природною смертю у своєму будинку в районі Бел-Ейр у Лос-Анджелесі у віці 92 років.

## Вибрана фільмографія
| Рік  |   | Українська назва | Оригінальна назва  | Роль          |
| ---- | - | ---------------- | ------------------ | ------------- |
| 1947 | ф | Поцілунок смерті | Kiss of Death      | Нетті Кавалло |
| 1948 | ф | Червона річка    | Red River          | Фен           |
| 1949 | ф | Пісок            | Sand               | Джоан Хартлі  |
| 1956 | ф | Убивство         | The Killing        | Фей           |
| 1960 | ф | Дівчина-п'явка   | The Leech Woman    | Джуні Талбот  |
| 1961 | ф | Примарна планета | The Phantom Planet | Ліара         |